# Міжнародний день загального доступу до інформації
Міжнародний день загального доступу до інформації, англ. International Day for Universal Access to Information (UDUAI) — відзначається щороку 28 вересня.
Відповідна резолюція про це затверджена на засіданні Генеральної Асамблеї ООН 15 жовтня 2019 консенсусом після виступу постійного представника Республіки Ліберія при ООН, посла Ді-Максвелла Саа Кемая, який очолив пропозицію та переговори щодо резолюції.
Резолюцію висунули шість держав-членів ООН в якості основних спонсорів, поряд з Ліберією були Аргентина, Канада, Коста-Рика, Сьєрра-Леоне та Україна. Ще 23 країни приєдналися до співавторства резолюції після її прийняття.
Проте африканські групи громадянського суспільства, такі як MISA Zimbabwe, відзначили, що таким державам, як Зімбабве, які мають закони про право на інформацію, ще потрібно пройти довгий шлях, щоб забезпечити покращення управління. У 2016 році MISA Zimbabwe використовувала День доступу до інформації, щоб розкритикувати погані положення Зімбабве щодо прозорості інформації, зазначивши, що «хоча Зімбабве була однією з перших африканських країн, яка прийняла закон про доступ до інформації у формі доступу до інформації та захисту конфіденційності, (AIPPA), закон, про який йде мова, далекий від його передбачуваного значення та впливу».